# Вајтсбург (Кентаки)
Вајтсбург (енгл. Whitesburg) град је у америчкој савезној држави Кентаки.

## Демографија
По попису из 2010. године број становника је 2.139, што је 539 (33,7%) становника више него 2000. године.
| Група             | 2000.         | 2010.         |
| Белци             | 1.531 (95,7%) | 2.084 (97,4%) |
| Афроамериканци    | 10 (0,6%)     | 13 (0,6%)     |
| Азијати           | 42 (2,6%)     | 17 (0,8%)     |
| Хиспаноамериканци | 9 (0,6%)      | 11 (0,5%)     |
| Укупно            | 1.600         | 2.139         |